# Rock Breakout Years: 1984
Rock Breakout Years: 1984 es un álbum recopilatorio de la banda estadounidense de hard rock Night Ranger y fue publicado por Madacy Records en 2005.

## Descripción
Este disco compila varios temas enilstados en los álbumes de estudio Dawn Patrol, Midnight Madness, Seven Wishes y Man in Motion, lanzados de 1982 a 1988.

## Lista de canciones
| N.º   | Título                                                               | Escritor(es)                           | Duración |  |
| 1.    | «Touch of Madness» (de Midnight Madness, 1983)                       | Jack Blades                            | 5:01     |  |
| 2.    | «When You Close Your Eyes» (de Seven Wishes, 1985)                   | Blades / Brad Gillis / Alan Fitzgerald | 4:19     |  |
| 3.    | «Man in Motion» (de Man in Motion, 1988)                             | Blades / Gillis                        | 4:26     |  |
| 4.    | «Don't Start Thinking (I'm Alone Tonight)» (de Man in Motion, 1988)  | Blades / Kelly Keagy / Fitzgerald      | 4:43     |  |
| 5.    | «Let Him Run» (de Midnight Madness, 1983)                            | Blades / Keagy / Jeff Watson           | 3:29     |  |
| 6.    | «Goodbye» (de Seven Wishes, 1985)                                    | Blades / Watson                        | 4:22     |  |
| 7.    | «Reason to Be» (de Man in Motion, 1988)                              | Blades / Keagy                         | 4:11     |  |
| 8.    | «Four in the Morning (I Can't Take Anymore)» (de Seven Wishes, 1985) | Jack Blades                            | 3:54     |  |
| 9.    | «Sister Christian» (de Midnight Madness, 1983)                       | Kelly Keagy                            | 5:03     |  |
| 10.   | «Don't Tell Me You Love Me» (de Dawn Patrol, 1982)                   | Jack Blades                            | 4:22     |  |
| 11.   | «Halfway to the Sun» (de Man in Motion, 1988)                        | Jack Blades                            | 5:19     |  |
| 12.   | «(You Can Still) Rock in America» (de Midnight Madness, 1983)        | Blades / Gillis                        | 4:16     |  |
| 55:48 |                                                                      |                                        |          |  |

## Créditos

### Night Ranger
- Jack Blades — voz principal, bajo y coros.
- Kelly Keagy — voz principal, batería y coros.
- Brad Gillis — guitarra y coros.
- Jeff Watson — guitarra y coros.
- Alan Fitzgerald — teclados, piano, sintetizadores y coros (excepto en las canciones 3, 4, 7 y 11).
- Jesse Bradman — teclados y coros (en las canciones 3, 4, 7 y 11).

### Productores
- Pat Glasser
- Night Ranger
- Kevin Elson
- Wally Buck
- Keith Olsen